# قائمة الهجمات الصاروخية الفلسطينية على إسرائيل 2001
عبارة عن قائمة بالهجمات الصاروخية وقذائف الهاون الفلسطينية على إسرائيل في عام 2001. كانت جميع الحوادث تقريبا هجوما بقذائف الهاون حيث تم إطلاق صاروخ القسام لأول مرة في 10 يوليو من العام واستخدم لأول مرة ضد أهداف مدنية في أكتوبر ونوفمبر عندما أطلقت أربعة صواريخ على سديروت في إسرائيل ومستوطنات غوش قطيف المختلفة في قطاع غزة.
في عام 2001 حافظت إسرائيل على وجود عسكري ومدني في قطاع غزة. تشمل هذه القائمة الهجمات على إسرائيل نفسها وعلى المجتمعات المدنية الإسرائيلية في قطاع غزة ولكن ليس على الأهداف العسكرية الإسرائيلية في الإقليم. انسحبت إسرائيل تماما من الأراضي في عام 2005.

## يناير
30 يناير
- أطلق الفلسطينيون قذيفة هاون على منزل في نتساريم في قطاع غزة. كانت هذه المرة الأولى التي يستخدم فيها الفلسطينيون سلاحا باليستيا ضد مستوطنة يهودية. اخترقت القذيفة سقف المنزل ولكن تم وقفها بواسطة سقف خرساني. كان أفراد الأسرة الذين يعيشون في المنزل في الطابق الأرضي في ذلك الوقت ولم تقع إصابات.

## فبراير
10 فبراير
- أثناء الليل أطلق الفلسطينيون قذيفة هاون على منزل في بلدة نتساريم. لم تقع إصابات. بدأ المستوطنون الإسرائيليون إقامة ملاجئ جديدة وتخزين الأغذية وسط مخاوف من أن الهجمات كانت تشن حربا شاملة.

15 فبراير
- أطلق الفلسطينيون قذيفتي هاون على نتساريم. لم يبلغ عن وقوع إصابات.

22 فبراير
- في المساء أطلق الفلسطينيون أربع قذائف هاون على مدينتي دوغيت وإيلي سيناء في قطاع غزة. ردت إسرائيل في اليوم التالي بتدمير مخفرين للشرطة الفلسطينية.

## مارس
4 مارس
- أطلق الفلسطينيون ما يبدو أنه قذائف هاون على نتساريم. لم يبلغ عن وقوع إصابات.

8 مارس
- في المساء أطلق الفلسطينيون قذيفتي هاون على نتساريم. لم تقع إصابات ولكن السكان كانوا يأمرون بالدخول إلى الملاجئ.

17 مارس
- بعد منتصف الليل بقليل أطلق الفلسطينيون في خان يونس صاروخا مضاد للدبابات على المنطقة الصناعية نيفي ديكاليم في قطاع غزة.

18 مارس
- في المساء أطلق الفلسطينيون ثلاث قذائف هاون من قطاع غزة على مجتمع ناحل عوز الزراعي الإسرائيلي مما أسفر عن إصابة جندي. كان هذا أول هجوم بالستي فلسطيني على إسرائيل في الانتفاضة الفلسطينية الثانية.

21 مارس
- في المساء أطلقت مقاتلات القوة 17 التابعة للقوات الفلسطينية قذيفتي هاون على بلدة موراج في قطاع غزة وثلاث قذائف هاون على نتساريم. ردت إسرائيل بإطلاق قذائف هاون على مركز شرطة فلسطيني قريب مما أسفر عن مقتل ضابط.

26 مارس
- في المساء أطلق الفلسطينيون ثلاث قذائف هاون على موراج. لم يبلغ عن وقوع إصابات.

## أبريل
3 أبريل
- أطلق الفلسطينيون ثلاث قذائف هاون على قرية أتزمونا في قطاع غزة. أدت الشظايا التي أصابت إحدى قذائف الهاون إلى رش طفل يبلغ من العمر 10 أشهر وأمه مما أدى إلى إصابة الطفل بجراح خطيرة وإصابة الأم بجروح طفيفة. أعلنت مجموعة تطلق على نفسها اسم «حزب الله - فلسطين» مسؤوليتها. ردت إسرائيل بشن ضربات جوية على العديد من مباني الشرطة التابعة للسلطة الفلسطينية.

6 أبريل
- أطلق الفلسطينيون قذائف الهاون على ثلاث مستوطنات إسرائيلية غير محددة ومزرعة جماعية واحدة في إسرائيل. لم تقع إصابات. ردت إسرائيل بضربات جوية على مركزين للشرطة الفلسطينية.

7 أبريل
- عشية عيد الفصح أطلق الفلسطينيون قذيفة هاون على علي سيناء. لم تقع إصابات.

8 أبريل
- في وقت متأخر من اليوم الأول من عيد الفصح أطلق الفلسطينيون خمس قذائف هاون على ناحال عوز ووظيفة مجاورة لجيش الدفاع الإسرائيلي. ردت إسرائيل بقصف المقر الأمني الفلسطيني في بيت لاهيا في شمال قطاع غزة.

9 أبريل
- في ظهر اليوم الثاني من عيد الفصح أطلق الفلسطينيون قذيفة هاون على عتمونة. أصيبت مدرسة في البلدة بأضرار ولكن لم تقع إصابات.

10 أبريل
- في اليوم الثالث من عيد الفصح أطلق الفلسطينيون قذيفتي هاون على بلدة القطيف في قطاع غزة ولم تسفر عن إصابات. ردت إسرائيل بصاروخ على مقر قيادة الشرطة البحرية الفلسطينية في مدينة غزة ومبنى المخابرات العسكرية في دير البلح مما أسفر عن مقتل طبيب شرطة. في وقت لاحق من اليوم أطلق الفلسطينيون قذائف هاون إضافية في نيسانيت. ردت إسرائيل بإطلاق النار على مركز للشرطة الفلسطينية في شمال قطاع غزة.

11 أبريل
- في مساء اليوم الرابع من عيد الفصح أطلق الفلسطينيون قذائف الهاون على مدينتي نسانيت وكفار داروم في قطاع غزة وفي كيبوتز نيتيف هاسارا في إسرائيل.

15 أبريل
- بعد الظلام أطلق الفلسطينيون أربع قذائف هاون على بلدتي نتزر حزاني والقطيف في قطاع غزة ولم يسقطوا أي إصابات.

16 أبريل
- أطلق الفلسطينيون أربع قذائف هاون على مدينة سديروت في إسرائيل ولم يتسببوا في وقوع إصابات أو أضرار. أعلنت حماس مسؤوليتها عن الهجوم. ردت إسرائيل بالاستيلاء على المناطق الخاضعة للسيطرة الفلسطينية في قطاع غزة وتصويب المنشآت العسكرية الفلسطينية مما أدى إلى مقتل شرطي فلسطيني.

17 أبريل
- أطلق الفلسطينيون ست قذائف هاون على نيفي ديكاليم.

18 أبريل
- في الصباح أطلق الفلسطينيون قذائف الهاون على نيسانيت. أعلنت حماس مسؤوليتها قائلة إن الهجوم «مكرس» لأسر الجنود السوريين الذين قتلوا في موقع رادار في لبنان. بعد حلول الليل أطلق الفلسطينيون خمس قذائف هاون إضافية على قرية نير آم في إسرائيل وكفر داروم.

19 أبريل
- في فترة ما بعد الظهر أطلق الفلسطينيون قذيفتي هاون سقطتا بين اتزمونا وموراغ. لم تقع إصابات. لم ترد إسرائيل على الهجوم.

24 أبريل
- بعد قضاء عدة أيام من الهجمات بقذائف الهاون أطلق الفلسطينيون في خان يونس ثلاث قذائف هاون على البلدة القديمة في قطاع غزة. لم تقع إصابات ولكن تم تدمير منزل خشبي.

28 أبريل
- أطلق الفلسطينيون خمس قذائف هاون على قرية نتزر حزاني في قطاع غزة مما أدى إلى إصابة مركز ترفيهي وجرح ستة شباب مدنيين أحدهم خطير. تولت جماعة غير معروفة سابقا اسمها الشهداء الأربعة الذين ادعوا انتمائهم لحركة فتح مسئوليتها عن الهجوم قائلة أنها انتقاما من انفجار وقع مؤخرا في قطاع غزة وقتل فيه أربعة من نشطاء حركة فتح. نفت حركة فتح نفسها الهجوم ونفت معرفة الجماعة. إسرائيل لم ترد على الهجوم.

30 أبريل
- أطلق الفلسطينيون في خان يونس قذيفتي هاون على الجديد.

## مايو
4 مايو
- أطلق الفلسطينيون قذيفتي هاون على كفر عزة.

6 مايو
- في وقت متأخر من اليوم أطلق الفلسطينيون قذيفة هاون على نتساريم.

7 مايو
- أطلق الفلسطينيون أربع قذائف هاون على كفر عزة. لم يبلغ عن وقوع إصابات أو أضرار. ردت إسرائيل بتدمير مركز للشرطة الفلسطينية.

9 مايو
- في الصباح أطلق الفلسطينيون قذيفتي هاون على نيسانيت.

11 مايو
- أطلق الفلسطينيون ست قذائف هاون على مستوطنات وبلدات إسرائيلية غير محددة.

15 مايو
- في الصباح أطلق مسلحو حركة حماس قذائف الهاون في كفر عزة عندما قتلوا بنيران دبابات الجيش الإسرائيلي. بعد حلول الليل أطلق الفلسطينيون قذيفة هاون من دير البلح أصابت سقف منزل في كفار داروم مما تسبب في أضرار دون وقوع إصابات. سقطت قذيفتا هاون آخريين داخل إسرائيل بالقرب من كيبوتس نير آم.

17 مايو
- أطلق الفلسطينيون ثلاث قذائف هاون على طائفتين يهوديتين. سقطت واحدة داخل إسرائيل بالقرب من نير آم وسقطت الآخرى عند مدخل نتساريم. في المساء انفجرت قذيفة ثالثة في الفناء الخلفي لمنازل عائلية في نتزير حزاني مما أدى إلى إلحاق أضرار بالمنازل. لم تكن العائلة في المنزل في ذلك الوقت لأنها كانت تزور ابنها الذي أصيب في قصف نادي الشباب في 28 أبريل. أعلنت حركة الجهاد الإسلامي مسؤوليتها عن الهجمات على نير آم ونتزر حزاني.

18 مايو
- بعد الفجر أطلق الفلسطينيون قذيفة هاون على الجديد التي انفجرت بين البيوت المحمية في المجتمع.

19 مايو
- أطلق الفلسطينيون سبع قذائف هاون على الجديد.

22 مايو
- أطلق الفلسطينيون ثلاث قذائف هاون على إسرائيل وكلها انفجرت في مناطق مفتوحة. لم يبلغ عن وقوع إصابات أو أضرار.

24 مايو
- في الصباح أطلق الفلسطينيون قذيفتي هاون على نتساريم. لم تقع إصابات.

26 مايو
- بعد حلول الليل أطلق الفلسطينيون في خان يونس قذيفة هاون على نيفي ديكاليم.

30 مايو
- في الصباح أطلق الفلسطينيون قذيفتي هاون على رفيا يام.

## يونيو
1 يونيو
- في وقت مبكر من اليوم أطلق الفلسطينيون أربع قذائف هاون انفجرت بالقرب من البيوت الزراعية في مستوطنة سلاف الإسرائيلية في قطاع غزة.

3 يونيو
- بعد حلول الليل أطلق الفلسطينيون قذيفتي هاون باتجاه كفار داروم. لم تقع إصابات.

7 يونيو
- بعد حلول الليل أطلق الفلسطينيون أربع قذائف هاون على غاني طال. لم تقع إصابات.

8 يونيو
- أطلق الفلسطينيون قذيفتي هاون على اتزمونا ورفيا يام. لم تقع إصابات أو أضرار. ردت إسرائيل بإطلاق قذيفتين مضادة للدبابات على موقع للقوة الفلسطينية 17.

10 يونيو
- أطلق الفلسطينيون ثماني قذائف هاون على مستوطنتين غير محددتين في قطاع غزة.

12 يونيو
- أطلق الفلسطينيون ثلاث قذائف هاون على موراج. لم تقع إصابات.

13 يونيو
- في المساء بعد عدة ساعات من بدء إطلاق النار أطلق الفلسطينيون قذيفة هاون على أتزمونا.

14 يونيو
- مع استمرار وقف إطلاق النار أطلق الفلسطينيون خمس قذائف هاون على موراج بعد حلول الليل. وأعلنت حركة فتح مسؤوليتها.

18 يونيو
- بعد حلول الليل أطلق الفلسطينيون أربع قذائف هاون على منطقة نفيه ديكاليم الصناعية.

19 يونيو
- أطلق الفلسطينيون خمس قذائف هاون على موشاف قطيف. لم تقع إصابات.

21 يونيو
- أطلق الفلسطينيون قذيفة هاون عيار 120 ملم على قرية غير محددة في إسرائيل وكسروا نوافذ السيارات. كانت هذه هي المرة الأولى التي يستخدم فيها هذا النوع من القذائف الكبيرة.

29 يونيو
- أطلق الفلسطينيون قذيفة هاون على نتساريم.

## يوليو
4 يوليو
- أطلق الفلسطينيون قذيفة هاون على مستوطنة غير محددة.

6 يوليو
- أطلق الفلسطينيون قذيفة هاون باتجاه جديد.

10 يوليو
- أطلق الفلسطينيون قذيفة هاون على مجتمع زراعي غير محدد في إسرائيل. لم تقع إصابات.

17 يوليو
- في الصباح الباكر أطلق الفلسطينيون قذيفتي هاون على موراج ونتزر هزاني.
- أطلق فلسطينيون في بيت جالا في الضفة الغربية قذيفتي هاون على حي جيلو في القدس الشرقية. كان هذا أول هجوم من نوعه في المنطقة على الرغم من وقوع العديد من هجمات إطلاق النار من بيت جالا سابقا.

18 يوليو
- أطلق الفلسطينيون قذيفتي هاون على كيبوتس ناحل عوز في إسرائيل.

27 يوليو
- في المساء أطلق الفلسطينيون قذائف هاون على الجديد. ردت إسرائيل بتدمير مصنع للذخيرة الفلسطينية.

30 يوليو
- أطلق الفلسطينيون قذيفة هاون على كفار داروم مما أسفر عن إصابة فتاة تبلغ من العمر 9 سنوات.

31 يوليو
- أطلق الفلسطينيون قذائف هاون من طراز رو على نيتزاريم وقذيفة هاون على الأقل في رفيا يام. في المساء أطلق الفلسطينيون قذيفتي هاون على اتزمونا. لم تقع إصابات.